# Ozarba malaisei
Ozarba malaisei är en fjärilsart som beskrevs av Emilio Berio 1940. Ozarba malaisei ingår i släktet Ozarba och familjen nattflyn. Inga underarter finns listade i Catalogue of Life.